# Lumpenopsis triocellata
Lumpenopsis triocellata är en fiskart som först beskrevs av Matsubara, 1943.  Lumpenopsis triocellata ingår i släktet Lumpenopsis och familjen taggryggade fiskar. Inga underarter finns listade i Catalogue of Life.